# كيفن ماكدونالد (صحفي)
كيفن ماكدونالد (بالإنجليزية: Kevin B. MacDonald)‏ هو صحفي وعالم نفس أمريكي، ولد في 24 يناير 1944 في أوشكوش في الولايات المتحدة.

## وصلات خارجية
- كيفن ماكدونالد على موقع قاعدة بيانات الفيلم (الإنجليزية)